# Villa Méditerranée

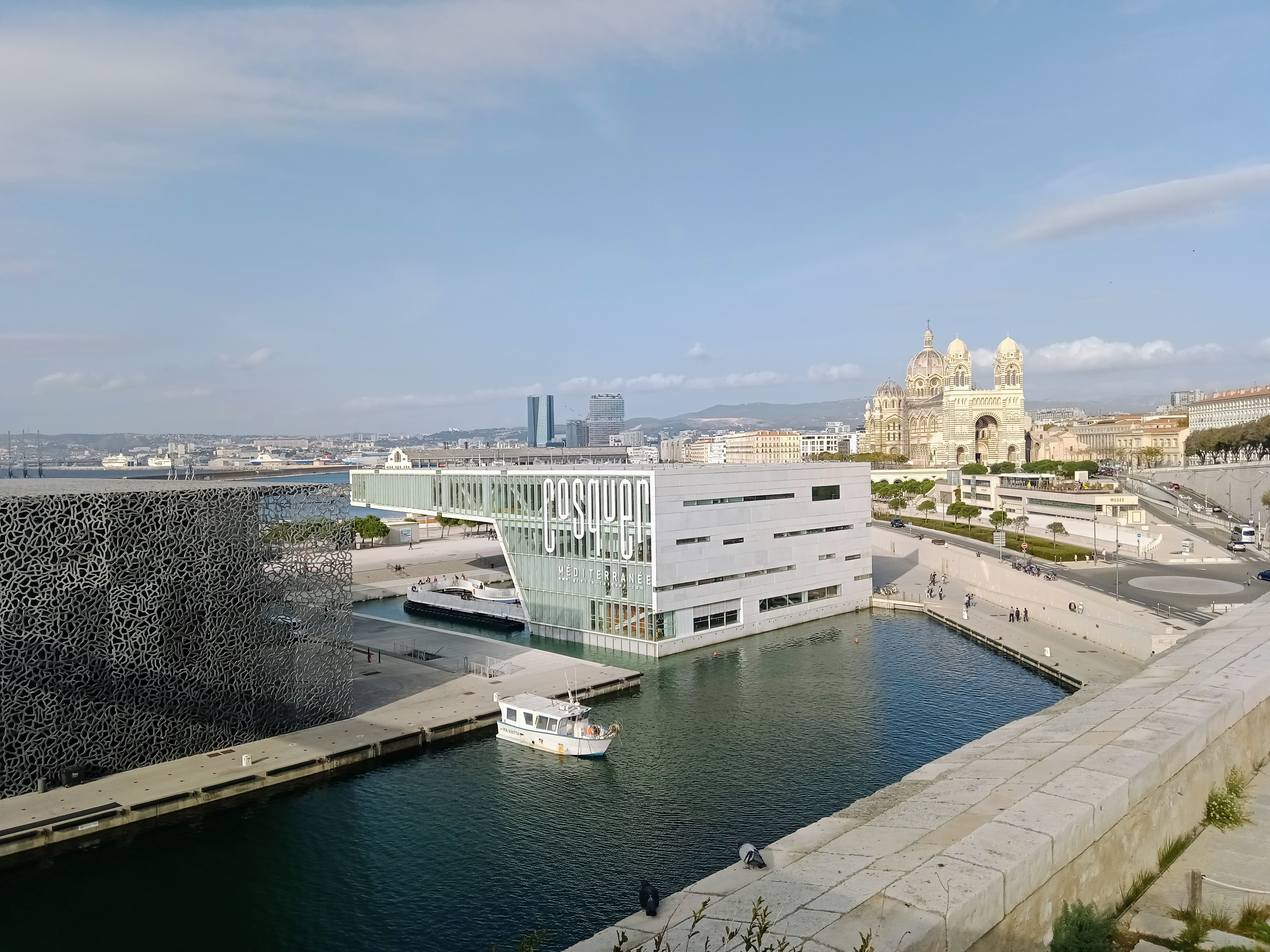
Villa Méditerranée

La Villa Méditerranée è un "centro per il dialogo e gli scambi nel mediterraneo", realizzato a Marsiglia dall'autorità amministrativa regionale della Provenza su progetto dell'architetto italiano Stefano Boeri.
Si trova nei pressi del vecchio porto della città, in una zona costiera chiamata J4, delimitata dall'antico complesso militare Fort Saint Jean e dal museo MuCEM.
L'edificio della Villa ha la forma di una L rovesciata, ed è quasi interamente circondato dal mare. Ospita sale riunioni, spazi espositivi e un auditorium. È stata inaugurata il 7 aprile 2013, con un programma di eventi che ha preso il via il 14 giugno 2013, nell'ambito di Marseille-Provence 2013, le iniziative per Marsiglia capitale europea della cultura.